# Hypselometopum karschi
Hypselometopum karschi är en insektsart som först beskrevs av Schmidt 1905.  Hypselometopum karschi ingår i släktet Hypselometopum och familjen lyktstritar. Inga underarter finns listade i Catalogue of Life.